# Eugène Woillez
Pour les articles homonymes, voir Woillez.
Eugène Joseph Woillez est un médecin français né le 19 janvier 1811 à Montreuil (Pas-de-Calais) et mort le 2 septembre 1882 à Paris. Il est l'inventeur du spirophore, précurseur du poumon d'acier.

## Biographie
Eugène Woillez naît le 19 janvier 1811 à Montreuil et termine ses études secondaires avec un baccalauréat en lettres et scientifique. Il hésite entre une carrière artistique et médicale, passant ses loisirs à faire de la musique, à dessiner et à peindre des aquarelles, s'essayant même dans la lithographie sous le pseudonyme d'Ozelli. Finalement il opte pour des études en médecine qu'il entame à la Faculté de médecine de Montpellier. C'est à Paris qu'il rédige sa thèse de doctorat et devient docteur en médecine en 1835.
Sa première affectation est l'asile d'aliénés de Clermont dès 1835. Un an après son installation dans cette ville, il épouse Marie-Noémie Maréchal (1809-1876) en septembre 1836 et développe de multiples activités. Woillez découvre la musicothérapie et met au point une méthode de lecture pour les aveugles, deux ans avant Louis Braille. Le médecin se consacre aussi à l'histoire d'art, ou, selon le terme usité à son époque, à l'étude archéologique des églises anciennes de la région. Plus particulièrement, il examine l'évolution de l'art roman sur les monuments religieux de l'ancien diocèse de Beauvais et analyse de façon empirique les éléments de langage stylistique, permettant ainsi une datation plus précise grâce aux analogies mises en relief. Woillez propose une classification de l'architecture romane en progression romane, style roman pur (fin du XIe - début du XIIe siècle) et transformation romane. En 1849, ces recherches trouvent leur aboutissement dans la publication d'un somptueux ouvrage intitulé Archéologie des monuments religieux de l'ancien Beauvoisis pendant la métamorphose romane, dont l'impression est financée grâce à une souscription auprès des amateurs. Ce livre de près de cinq cents pages est garni de très nombreuses planches avec des dessins à l'échelle de la plume de Woillez, présentant tous les détails architecturaux ayant retenu son attention.
Son fils Joseph naît en 1838, mais ne vit que peu de temps. Puis naissent ses filles Marie, en 1839, et Noémie-Marie-Victoire, en 1843. Père de famille et archéologue amateur, Woillez s'occupe de ses malades avec la même dévotion. Il se fait remarquer pour son courage et son application lors de l'épidémie de choléra de 1848, pendant laquelle il rend de grands services. Ils lui valent une distinction par la Légion d'honneur en 1849. En cette année, le médecin quitte le service à la maison d'aliénés, puis s'installe à Paris en 1851. Il devient médecin des hôpitaux de Paris en 1855 et travaille successivement aux hôpitaux Necker, Cochin, Lariboisière et de la Charité, où il termine sa carrière. En 1865, il organise la lutte contre une nouvelle épidémie de choléra. 
À partir de 1866, Woillez se spécialise en pneumologie et décrit une forme de congestion pulmonaire qui sera connue ultérieurement connue sous le nom de maladie de Woillez. Pendant la Guerre franco-prussienne de 1870, avec la Croix-Rouge, le médecin organise les urgences de la Charité où les médecins se relayent jour et nuit pour apporter un minimum de soins aux victimes. Puis en 1872, il publie le Traité clinique des maladies aiguës des organes respiratoires, dont le bon accueil n'est pas étranger à son élection à la section de pathologie médicale de l'Académie de médecine, le 11 mars 1873. Devenu veuf en 1876, Eugène Woillez épouse en secondes noces Marie-Armande du Vidal de Montferret (1820-1890). Woillez meurt à Paris le 3 novembre 1882, à l'âge de soixante-et-onze ans.
Le lycée de Montreuil porte le nom d'Eugène Woillez.

## Appréciations
Avec son article Comment doit-on rédiger la monographie d’une église ?, Eugène Lefèvre-Pontalis poursuit l'objectif d'améliorer la qualité des monographies dédiées aux églises et expose une méthode comment bien aborder le sujet. Dans ce contexte, il fait passer en revue un certain nombre d'archéologues et leurs fautes, et il cite en exemple Eugène Woillez : « Le premier auteur de monographies vraiment scientifiques fut le Dr Woillez. Dans son ouvrage, qui parut de 1834 à 1844, il réussit à décrire, dans un style très clair, tous les détails de construction, les profils des moulures et les motifs d'ornementation des églises romanes du Beauvaisis. Sans doute, il ne reconnut pas tous les remaniements dont ces édifices furent l'objet, mais il faut le considérer comme un véritable précurseur de la méthode moderne. II eut encore un autre mérite, ce fut de savoir décrire une église rurale. en quelques pages, dans ses moindres détails, au lieu de noyer ses caractères essentiels dans un déluge de digressions sur un style [...] ».